# كيزونا (قمر اصطناعي)
كيزونا (Kizuna) هو قمر اصطناعي ياباني لأغراض الاتصالات، ويعرف باسم (ويندس WINDS)، وهو جزء من برنامج فضاء آي، يدار القمر الاصطناعي من قبل منظمة استكشاف الفضاء اليابانية والمعهد الدولي للمعلومات وتقنيات الاتصالات [الإنجليزية] في اليابان.

## استخدامه
يستخدم هذا القمر الاصطناعي لتوفير اتصال بالإنترنت للمنازل والمؤسسات في اليابان عن طريق إشارات الحزمة Ka [الإنجليزية]، معلومات القمر الاصطناعي تذكر بأن القمر يمكن أن يوفر سرعة تحميل بيانات قدرها 155 ميغابت/ثا للمنازل باستخدام صحون لاقطة بقطر 45 سنتيمتر، وللمؤسسات سرعة تصل إلى 1.2 غيغابت/ثا باستخدام صحون لاقطة بقطر 5 أمتار. كما يختبر تقنيات جديدة لغرض استخدامها في الأقمار الاصطناعية اليابانية للاتصالات.

## معلومات تقنية
بلغت كتلة إطلاق القمر الاصطناعي 4850 كيلوغرام، واختزلت إلى 2750 كيلوغرام عند استقراره في المدار، أبعاد القمر الاصطناعي 8 متر × 3 متر × 2 متر، الواحة الشمسية تمتد إلى 21.5 متر، يملك ثلاث محاول استقرار وعمره المتوقع 5 سنوات.
كان من المقرر إطلاقه في عام 2007 لكن تغير الموعد إلى 15 فبراير 2008، وبعد اكتشاف خلل بدافعات المرحلة الثانية، تم إطلاق المركبة في 23 فبراير من مركز تانيغاشيما الفضائي الساعة 8:55 حسب توقيت غرينيتش، وانفصل القمر الاصطناعي عن الصاروخ الحامل له الساعة 9:23 ليستقر في مداره المتزامن.

## توقفه
خرج القمر كيزونا من الخدمة بعد فشل الاتصال به في 9 فبراير 2019، وتم إرسال أوامر إلغاء التنشيط والإطفاء يوم 27 فبراير.

## روابط خارجية
- JAXA website about WINDS
- LIVE COVERAGE: H-IIA KIZUNA (WINDS) Launch (updated 1:20 GMT) 1:20 GMT (8:20 pm EST): T-6 hours. Fueling of the H-IIA has commenced